# Yaviza
Koordinaten: 8° 11′ N, 77° 41′ W
Yaviza ist eine Kleinstadt im Distrikt Pinogana der Provinz Darién des mittelamerikanischen Staates Panama mit 4.441 Einwohnern (Volkszählung 2010).

## Geographie
Yaviza befindet sich im Osten Panamas am Zusammenfluss des Flusses Yaviza mit dem Chucunaque, dessen wichtigste Zuflüsse der Río Chico und der Chiatí sind. Der Chucunaque ist der wichtigste Zufluss des Tuira, über den Yaviza mit der Bucht von San Miguel des Pazifik verbunden ist.
Sie ist vor allem bekannt als Endpunkt der Carretera del Darién, des letzten Abschnitts der Carretera Panamericana in Mittelamerika. Darüber hinaus ist ein Transport nach Kolumbien durch das Sumpf- und Urwaldgebiet von Darién nur mit Fähre, Kanus oder über unbefestigte Wege möglich. Dieses einzige fehlende Verbindungsstück der Panamericana zwischen Nord- und Südamerika wird daher auch als Tapón del Darién (span. für Darién-Stöpsel) bezeichnet.
Die Stadt ist Ausgangspunkt für Besuche des Darién-Nationalparks, dessen Verwaltung im relativ nahegelegenen El Real de Santa María ihren Sitz hat.

## Geschichte
Yaviza wurde am 7. September 1638 als San Jerónimo de Yaviza gegründet, um die Indianer des Darién zu missionieren und in Ansiedlungen zu „zivilisieren“. Dies gelang allerdings nur bedingt; die Indianer behielten in dem kaum kontrollierbaren Gebiet ihre Freiheit weitgehend. 1740 wurden die Missionsbemühungen durch Jesuiten-Patres erneuert. In den 1770er Jahren wurde in Yaviza – wie auch in anderen Orten der Region – eine spanische Garnisonsfestung gegründet, um die Kuna- und Chocó-Indianer zu befrieden bzw. zu unterwerfen. Eine Rolle spielten dabei auch die im flussreichen Gebiet befindlichen Goldvorkommen. Bereits in den 1790er Jahren werden die meisten Forts in Darién wieder verlassen. Insgesamt florierte Yaviza als Außenposten der Zivilisation zunächst nicht, das von Indianern und Schwarzen bewohnte Umland entzog sich der Herrschaftsausübung weitgehend.
Es entwickelte sich aber mit der Zeit zum Umschlagplatz für die Waren der örtlichen Wirtschaft, die traditionell vor allem von den Chocó-Indianern (Embera und Wounaan) zum Markt gebrachte Bananen, Wurzeln (Maniok), Fische etc. umfasste. In den 1970er Jahren erreichte die Carretera Panamericana Yaviza, gleicht aber auf den letzten Kilometern ab Meteti bzw. Chepo weniger einer Schnellstraße als einem befestigten Feldweg. Dennoch wurde die Stellung Yavizas als Umschlagplatz deutlich verstärkt. Der kleine Flugplatz von Yaviza (IATA-Flughafencode PYV) liegt südlich des Flusses.
Da das Gebiet des Darién seit den 1990er Jahren zunehmend zum Rückzugsgebiet der FARC-Guerilla und der Paramilitärs im kolumbianischen Bürgerkrieg geworden ist, ist Yaviza seitdem erneut zu einem polizeilichen Außenposten geworden. Zum anderen wurde es Versorgungsplatz für im Dschungel versteckte Kämpfer; Yaviza und seine Umgebung sind auch Umschlagplatz für aus Kolumbien kommende oder nach Kolumbien gehende Schmuggelware (Drogen, Waffen).